# Коцюбайло Дмитро Іванович
Дмитро́ Іва́нович Коцюба́йло (позивний «Да Вінчі»; 1 листопада 1995, с. Задністрянське, Галицький район, Івано-Франківська область, Україна — 7 березня 2023, Бахмут, Донецька область, Україна) — український доброволець, лейтенант (посмертно), командир батальйону «Вовки Да Вінчі» Збройних сил України. Учасник російсько-української війни, член Проводу національно-визвольного руху «Правий сектор» (2020—2023). Герой України (2021).
2022 року був включений до рейтингу «30 до 30: обличчя майбутнього» від «Forbes». Перший доброволець, якому присвоєно звання «Герой України» прижиттєво.

## Життєпис
Народився 1 листопада 1995 року в селі Задністрянському, нині Бурштинської громади Івано-Франківського району Івано-Франківської області України. Прадід Дмитра воював у складі УПА.
Закінчив Бовшівську загальноосвітню школу, Івано-Франківський професійний будівельний ліцей. Дмитро навчався в Івано-Франківську на художника. Його позивний «Да Вінчі» пов'язаний саме з талантом — він гарно малював.

### Російсько-українська війна
Учасник російсько-української війни, зокрема — командир взводу добровольців (2014) та роти (2015). 2014 року зазнав важкого поранення в Пісках Донецької області: в обличчя влучив уламок снаряда, розірвавши губу та вибивши зуб. Іншим уламком перебило ключицю, медикам довелося встановлювати пластину для скріплення, також були пошкоджені ребра. Через три місяці повернувся на фронт.
Брав участь у визволенні Карлівки, селища Піски, Авдіївки, а також у боях під Степанівкою, Савур-Могилою, Старогнатівкою.
17 березня 2016 року призначений командиром 1-ї окремої штурмової роти ДУК ПС.
2021 року отримав звання Героя України, ставши першим добровольцем, якому присвоєно це звання прижиттєво.

### Повномасштабне вторгнення
Російське вторгнення Дмитро з підрозділом зустріли на Донбасі, в лютому 2022 року рота воювала поблизу Щастя на Луганщині. Навесні 2022 року штурмову роту «Вовки Да Вінчі» переформовано на 1-й окремий штурмовий батальйон «Вовки Да Вінчі» у складі 67-ї окремої механізованої бригади ЗСУ.
7 березня 2023 року Коцюбайло загинув у битві за Бахмут. За словами свого заступника, Капусти, після втримання траси на Хромове вони повернулися до міста Часів Яр, де їх накривала ворожа артилерія. Їх було троє: Капуста, Мітчел і Да Вінчі. Мітчел забіг у під'їзд, а Капуста з Дмитром були в дверях, коли стався вибух. Дмитро розвернувся й видавлював з себе, що він поранений, а за хвилину знепритомнів. Попри швидку евакуацію, поранення Дмитра було в шию і несумісне з життям.
9 березня 2023 року відбулося прощання з Дмитром у Бовшеві та Бурштині, наступного дня, 10 березня, відбулося прощання в Києві. Тисячі українців прощалися з Дмитром на Майдані. Віддати останню честь прийшли президент Володимир Зеленський і вище військове керівництво України: головнокомандувач Валерій Залужний, начальник ГУР Кирило Буданов, міністр оборони Олексій Резніков і бригадні генерали ЗСУ.

Дмитра поховано на Аскольдовій Могилі.

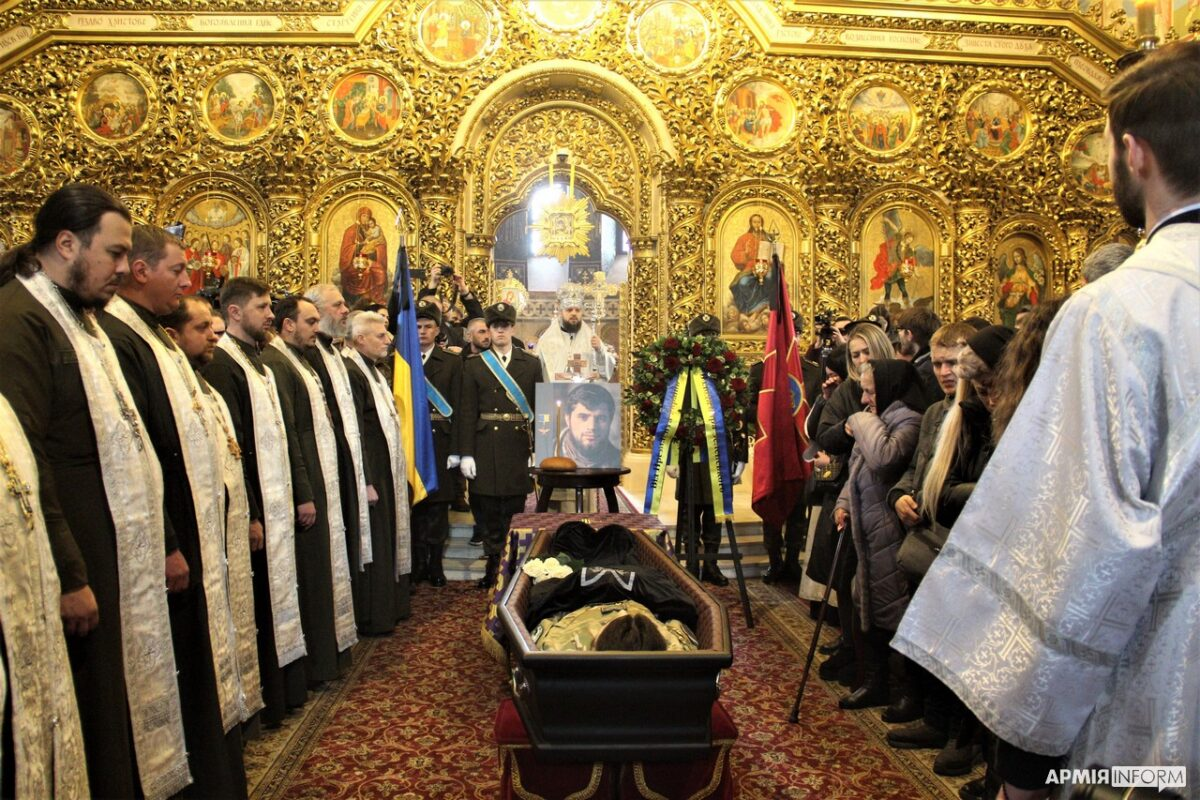
Відспівування Дмитра Коцюбайла, 10 березня 2023
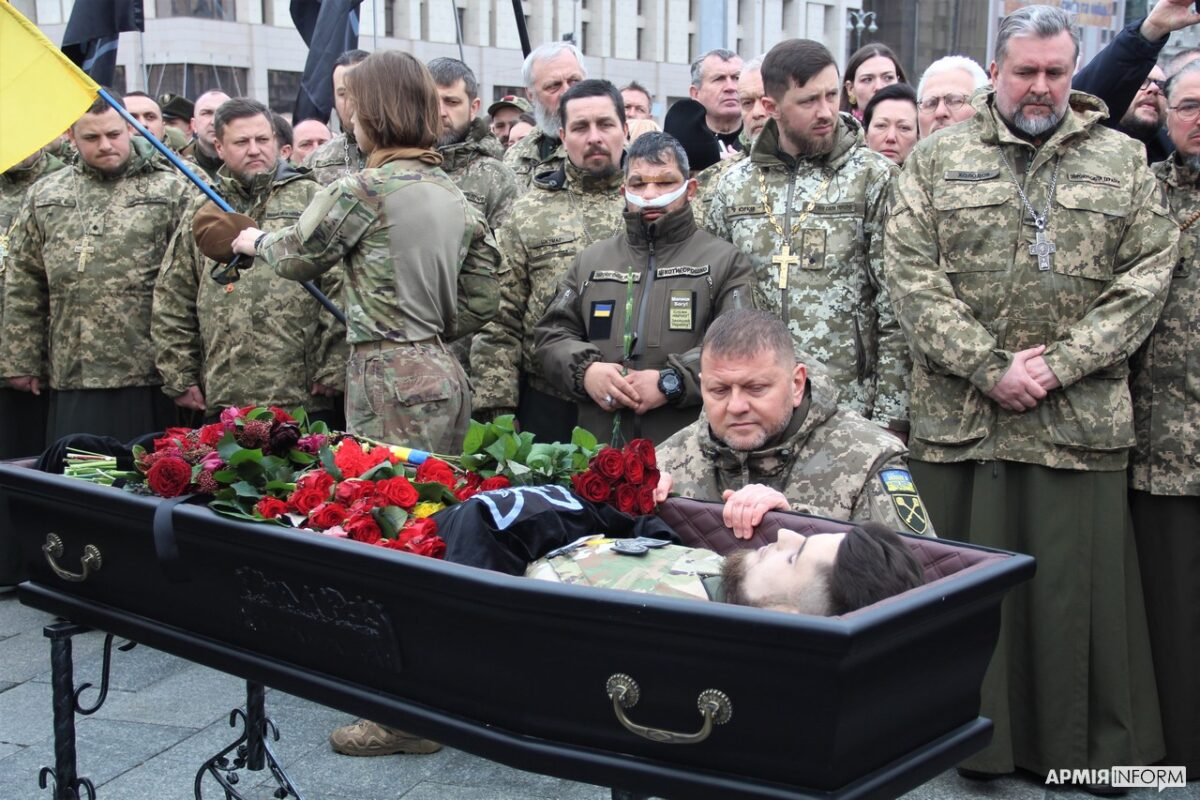
Прощання Валерія Залужного з Дмитром

7 березня 2025 року на другі роковини з дня загибелі Дмитра, біля місця його поховання, зібралися його побратими, друзі та небайдужі кияни. Хвилиною мовчання вшанували пам'ять Дмитра та полеглих 96 побратимів з батальйону "Вовки Да Вінчі" .

## Особисте життя
З 2017 року був у стосунках з керівницею медичної служби «Ульф» Аліною Михайловою. Був вірянином Української греко-католицької церкви.

## Сім'я
- Прадід Дмитра воював у складі УПА.[14][15]
- Рідна бабця, Іванна Винник.[16][17] * Мама, Оксана Іванівна Коцюбайло.[18][19] * Народився в багатодітній родині. Мав брата Івана і чотирьох сестер: старша Мар'яна, молодші, близнюки Олександра і Ангеліна, та Каріна.[17][19] * 12 вересня 2024 стало відомо, що одна з сестер-близнючок Дмитра — Олександра підписала контракт з 1-м окремим штурмовим батальйоном імені свого брата, який він створив та командуючи ним, загинув.[20]
- 31 жовтня 2024 року, напередодні дня народження Да Вінчі, у віці 26 років помер молодший брат Іван Коцюбайло, який мав інвалідність.[17][21][22]

## Нагороди
- Звання Герой України з врученням ордена «Золота Зірка» (30 листопада 2021) — за особисту мужність, виявлену у захисті державного суверенітету та територіальної цілісності України[23]
- Хрест бойових заслуг (9 березня 2023, посмертно) — за визначні особисті заслуги у захисті державного суверенітету та територіальної цілісності України, самовіддане служіння Українському народу, вірність військовій присязі[24]
- відзнака Президента України «Національна легенда України» (23 серпня 2023, посмертно) — за визначні особисті заслуги у становленні незалежної України і зміцненні її державності, захисті Вітчизни та служінні Українському народові, вагомий внесок у розвиток національного мистецтва, спорту, охорони здоров'я, плідну благодійну та громадську діяльність[25]
- орден «Народний Герой України» (2017)[26]

## Військові звання
- лейтенант[25];
- молодший лейтенант (2022)[27]

## Вшанування пам'яті

### Військові частини
- 1-й окремий штурмовий батальйон «Да Вінчі»
- 108-й окремий механізований батальйон «Вовки Да Вінчі»

### Топоніми
Іменем Дмитра Коцюбайла названі вулиці в містах Авдіївка, Запоріжжя, Івано-Франківськ, Краматорськ, Куп'янськ, Нікополь, Первомайськ, Покровськ, Харків, Яготин.

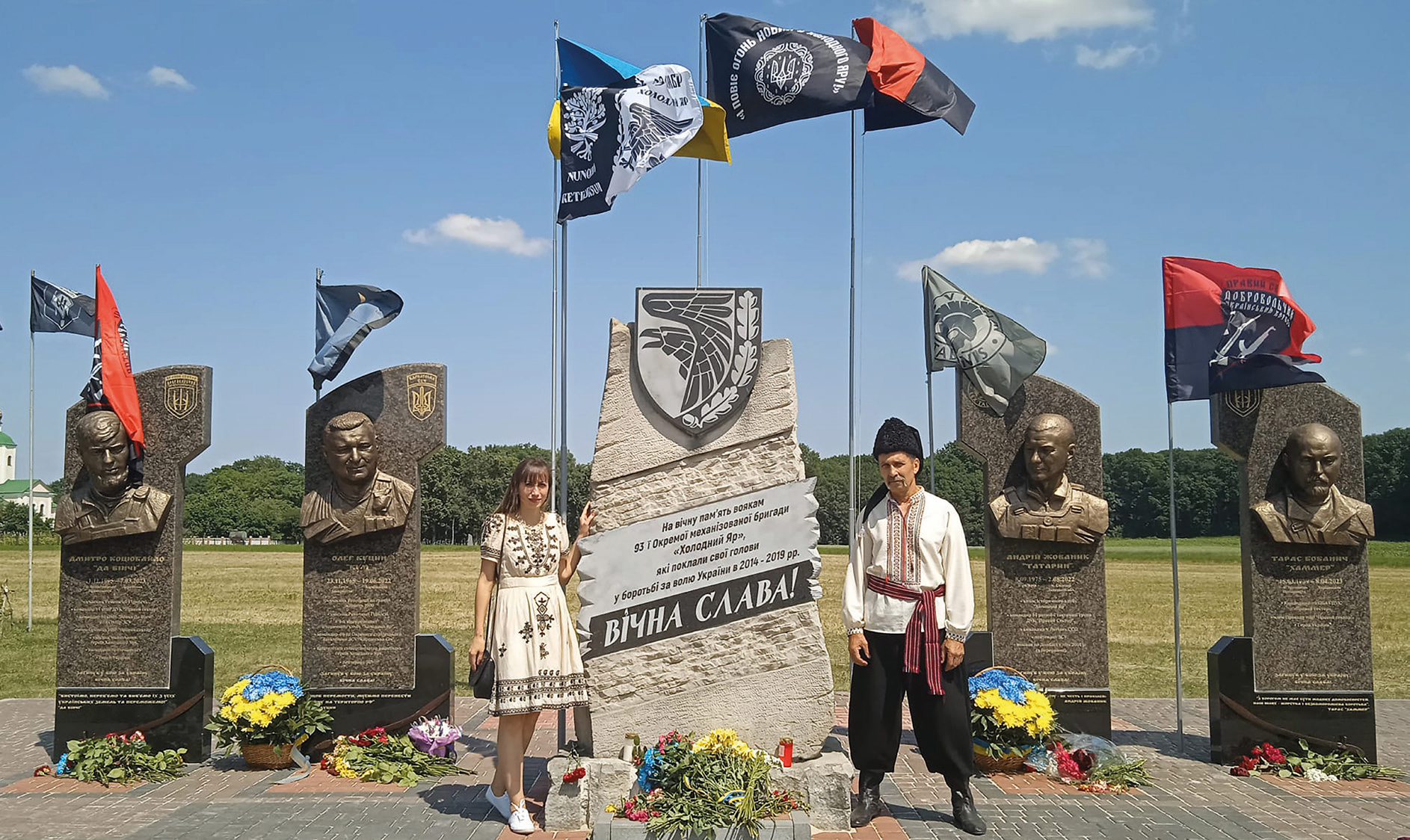
Меморіал добровольцям, які загинули в боротьбі за Українську державу, у Холодному Яру

19 квітня 2023 року в місті Краматорську вулицю Шмідта перейменували на вулицю Дмитра Коцюбайла «Да Вінчі».
21 квітня 2023 року у місті Львові відкрили фонтан, який присвятили Дмитрові та усім добровольцям російсько-української війни.
30 травня 2023 року в місті Нікополі вулицю Маяковського перейменували на вулицю Дмитра Коцюбайла.
13 червня 2023 року в місті Харкові вулицю Державінська перейменували на вулицю Дмитра Коцюбайла.
15 червня 2023 року в місті Івано-Франківську вулицю Урожайну перейменували на вулицю Дмитра Коцюбайла
У місті Покровську Донецької області вулицю Центральну перейменували на вулицю Дмитра Коцюбайла «Да Вінчі».
У місті Куп'янську Харківської області вулицю Лермонтова перейменували на вулицю Дмитра Коцюбайла.
У селі Мала Рогань Харківської області вулицю Пушкіна перейменували на вулицю Дмитра Коцюбайла.
У місті Яготині вулицю Ватутіна перейменували на вулицю Дмитра Коцюбайла.
У місті Дніпрі сквер у центрі міста назвали на честь Дмитра Коцюбайла.
У місті Запоріжжі вулицю Столєтова перейменували на вулицю Дмитра Коцюбайла.
У місті Києві сквер між вулицею Михайла Омеляновича-Павленка та Іподромним провулком назвали на честь Дмитра Коцюбайла.
У місті Авдіївці Донецької області вулицю Гагаріна перейменували на вулицю Дмитра «Да Вінчі» Коцюбайла.
У селі Руська Лозова Харківської області провулок Суворова перейменували на провулок Дмитра Коцюбайла.
У місті Первомайськ Миколаївської області провулок Генерала Дмитра Карбишева перейменували на провулок Дмитра Коцюбайла.

### Пам'ятники
21 листопада 2024 року у Києві на Аскольдовій могилі відкрили монумент Дмитру «Да Вінчі» Коцюбайлу.

### Книги
- «Побратима мого зачепила куля вражая» / Упорядн. Р. Коваль. — Київ: Видавництво Марка Мельника, 2023[42].
- Дмитро Савченко («Філософ») «ВОВКИ ДА ВІНЧІ. Стисла історія становлення та ідейна навігація 1-го Окремого Штурмового Батальйону». — Київ: Видавництво «Залізний тато», 2023[43].

### Фільми
- «Да Вінчі» (2024)

### Вистави
- «В. О. П.» (Взводний опорний пункт) — вистава, присвячена Дмитру Коцюбайлу за п'єсою Д. Корчинського. Театр «Культ», Київ. (з жовтня 2023 року).[44]

### Довідки
- Коцюбайло Дмитро Іванович // Герої України.
- Дмитро Коцювайло // Платформа пам'яті Меморіал.

### Інтерв'ю
- Моя мета — воювати до перемоги, — інтерв'ю з легендарним бійцем «Да Вінчі» // 24 канал, 30 квітня 2021
- «Їх нічого не спиняє», — інтерв'ю з легендарним командиром «Да Вінчі» про загострення на Донбасі // 24 канал, 15 вересня 2021
- «Іноді треба просто встати й зробити. Встати і піти вбивати ворогів». Інтерв'ю з Героєм України Дмитром Коцюбайлом «Да Вінчі» // lb.ua, 4 грудня 2021
- «Ідемо правильним курсом, наступного року звільнимо Крим». Прогнози Героя України Дмитра Коцюбайла «Да Вінчі» // novynarnia.com, 16 грудня 2022
- Герой України Дмитро «Да Вінчі» Коцюбайло: Не цікавить війна заради війни. Цікавить — скільки можу знищити тих, хто приїхав вбивати // УНІАН, 22 грудня 2021
- Останнє інтерв'ю Героя України Дмитра Коцюбайла (Да Вінчі) // censor.net, записане 21 лютого 2023
- Збірка інтерв'ю з Дмитром Коцюбайлом // rozmova.wordpress.com

### Відео
- «Одна з найуспішніших операцій буде звільнення Донецька»: ГЕРОЙ УКРАЇНИ Дмитро Коцюбайло в Рандеву // 5 канал, 10 грудня 2022